# Küssen verboten! – Honeymoon mit Hindernissen
Küssen verboten! – Honeymoon mit Hindernissen (Alternativtitel Voll verflittert; Originaltitel You May Not Kiss The Bride) ist ein US-amerikanischer Spielfilm aus dem Jahr 2011. Der Regisseur Rob Hedden produzierte den Film in Zusammenarbeit mit der US-Filmgesellschaft Hawaii Film Partners. Für sechs Millionen US-Dollar entstand der Film im Frühjahr 2009 auf Hawaii und in Chicago und Los Angeles. Der Film feierte am 6. April 2011 seine Premiere auf dem Sonoma Film Festival.

## Handlung
Der anspruchslose Tierfotograf Bryan Lighthouse wird von dem kroatischen Verbrecher Vadik Nikitin dazu gezwungen, pro forma seine Tochter Masha zu heiraten, um seine Schulden bei ihm zu begleichen. Er möchte, dass seine Tochter die Green Card der Vereinigten Staaten erhält und dort arbeiten darf. Vadik stellt eine Bedingung: Bryan darf Masha nicht küssen oder sonst wie berühren. Dafür schenkt er den beiden eine Hochzeitsreise in einem entfernten tropischen Ferienort. Brick, der Verehrer von Masha, die dessen Gefühle nicht erwidert, reist ihnen nach.
Am ersten Abend flirtet Bryan mit der Hotelkellnerin Lani. Als Masha dies sieht, stürmt sie wütend davon, da sie nicht gedacht hätte, dass Bryan ein Schürzenjäger ist. Um Masha zu versöhnen, geht Bryan auf den Vorschlag von Lani ein, mit ihr an einen verborgenen Strandabschnitt zu gehen, der von tropischem Regenwald umgeben ist. Während Bryan im Meer badet, wird Masha entführt, ohne dass Bryan dies merkt. An der Hotelrezeption hört er, dass sich seine Angetraute in der gemeinsamen Suite befinde. Die Frau, die er dort antrifft, entpuppt sich jedoch als seine Assistentin Tonya, die in ihn verliebt ist. Bryan erhält einen Anruf von den Entführern und wird über die Sachlage informiert. Gemeinsam mit Tonya und Lani flieht er vor Brick, der herausgefunden hat, dass Masha verschwunden ist, und glaubt, dass Bryan mit Masha geschlafen hat. Lani bringt die beiden zu ihrem Cousin Ernesto. Mit Ernestos Hubschrauber suchen sie die Insel ab. Zwischen Ernesto und Tonya funkt es, sodass Lani und Bryan entscheiden, alleine nach Masha zu suchen. Mithilfe der Bewohner eines Fischerdörfchens finden sie eine Spur zu den Entführern. Ernesto und Tonya werden von Brick niedergeschlagen und es stellt sich heraus, dass Brick mit den Entführern unter einer Decke steckt.
Masha wird in einem Geräteschuppen gefangengehalten und schafft es, sich zu befreien. Sie überwältigt ihre Entführer und flüchtet in den Regenwald. Dort wird sie von Bryan gefunden, und sie fliehen gemeinsam vor den Entführern. Bryan hat in der Zwischenzeit festgestellt, dass Brick hinter der Entführung steckt. Masha und Bryan kommen in ein kleines Dorf, wo sie sich nahekommen und miteinander schlafen. Am nächsten Morgen wird das Dorf von Brick und den Entführern überfallen. Masha gelingt es, die zwei Entführer auszuschalten, während es zum Kampf zwischen Bryan und Brick kommt. Um Bryan zu retten, erschießt Masha Brick. Vadik erkennt, dass Masha sich in Bryan verliebt hat, und gibt den beiden seinen Segen zu einer echten Hochzeit. Doch Bryan lehnt ab, da er nichts mit den kriminellen Machenschaften des Schwiegervaters zu tun haben will. Einige Zeit später kehrt er aber zu Masha zurück Auch Ernesto und Tonya bleiben ein Paar.

## Synchronisation
| Rolle            | Darsteller       | Deutsche Sprecher |
| ---------------- | ---------------- | ----------------- |
| Bryan Lighthouse | Dave Annable     | Ozan Ünal         |
| Masha Nikitin    | Katharine McPhee | Marie Bierstedt   |
| Ernesto          | Rob Schneider    | Michael Iwannek   |
| Tonya            | Mena Suvari      | Sonja Spuhl       |
| Bryans Mutter    | Kathy Bates      | Regina Lemnitz    |
| Vadik Nikitin    | Ken Davitian     | Michael Pan       |
| Lani             | Tia Carrere      | Ghadah Al-Akel    |
| Agent Ross       | Kevin Dunn       | Frank-Otto Schenk |

## Veröffentlichung
Nachdem der Film am 6. April 2011 auf dem Sonoma Film Festival uraufgeführt wurde, lief er am 30. August 2012 in den US-amerikanischen Kinos an. In weiteren 20 Ländern kam der Film im Herbst 2012 in die Kinos. Eine Veröffentlichung auf DVD erfolgte in den USA am 5. Februar 2013. In Deutschland wurde der Film am 6. Juni 2013 direkt auf DVD veröffentlicht.

## Rezeption
„Küssen verboten beinhaltet einige originelle Details – wie Mashas Rache an ihren Entführern oder das ein oder andere Tierkostüm. Ansonsten aber enttäuscht der Film eher, weil er viel zu häufig übertreibt und die Konventionen des Erzählkinos hollywoodscher Art bis an die Schmerzgrenze und darüber hinaus ausreizt. Das ist schade – denn die Grundidee ist in Ordnung – aber der Film zeigt einmal mehr, wie viel mehr ein bisschen weniger wäre.“